# Ameritech Cup 1996 - Doppio
Il doppio dell'Ameritech Cup 1996 è stato un torneo di tennis facente parte del WTA Tour 1996.
Gabriela Sabatini e Brenda Schultz erano le detentrici del titolo, ma quest'anno non hanno partecipato.
Lisa Raymond e Rennae Stubbs hanno battuto in finale 6–1, 6–1 Angela Lettiere e Nana Miyagi.

## Teste di serie
1. Meredith McGrath /  Jana Novotná (quarti di finale)
2. Lindsay Davenport /  Mary Joe Fernández (quarti di finale)
3. Nicole Arendt /  Lori McNeil (semifinali)
4. Martina Hingis /  Linda Wild (quarti di finale)

## Tabellone

### Legenda
| - Q = Qualificato - WC = Wild card - LL = Lucky loser | - ALT = Alternate - SE = Special Exempt - PR = Protected Ranking | - w/o = Walkover - r = Ritirato - d = Squalificato |